# Stożek usypiskowy
Stożek usypiskowy, stożek osypiskowy – nagromadzenie luźnego materiału skalnego w kształcie stożka lub wachlarza u podnóża skalistego zbocza. Powstające w wyniku skoncentrowanego osypywania się materiału ze zbocza i jego akumulacji na powierzchni nachylonej pod kątem naturalnego zsypu. 